# 97e régiment d'infanterie (France)

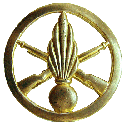
insigne de béret d'infanterie

Le 97e régiment d'infanterie (97e RI) est un régiment d'infanterie de l'Armée de terre française, à double héritage, créé sous la Révolution à partir du régiment de Steiner, un régiment d'infanterie suisse au service du royaume de France, et du 22e régiment d'infanterie légère créé à partir de la 22e demi-brigade légère de deuxième formation.

## Création et différentes dénominations
Le 97e régiment d'infanterie a la particularité, comme tous les régiments d’infanterie portant un numéro entre le 76e et le 99e, d’être l'héritier des traditions de deux régiments : le 97e régiment  d'infanterie de ligne, et le 22e régiment d'infanterie légère.
- 1er janvier 1791 : à la Révolution, tous les régiments prennent un nom composé du nom de leur arme avec un numéro d'ordre donné selon leur ancienneté. Le régiment de Steiner devient le 83e régiment d'infanterie de ligne (ci-devant Steiner) ;
- 20 août 1792 : le régiment est licencié
- 1er fructidor an II (18 août 1794) : Création par amalgame de la  97e demi-brigade de première formation
- 4 ventôse an IV (23 février 1796) : reformé en tant que 97e demi-brigade de deuxième formation
- 1803 : Lors de la réorganisation des corps d'infanterie français en 1803, le 97e régiment d'infanterie de ligne n'est pas créé et le no 97 disparait jusqu'en 1854.
- En 1854, l'infanterie légère est transformée, et ses régiments sont convertis en unités d'infanterie de ligne, prenant les numéros de 76 à 100. Le 22e régiment d'infanterie légère prend le nom de 97e régiment d'infanterie de ligne.

## Colonels/Chef de brigade
- 1799 : colonel Louis Antoine Vast Vite Goguet (*) ;
- 1811 : colonel Joseph Charras (*) ;

## Historique des garnisons, combats et batailles du97eRI

### Guerres de la Révolution et de l'Empire

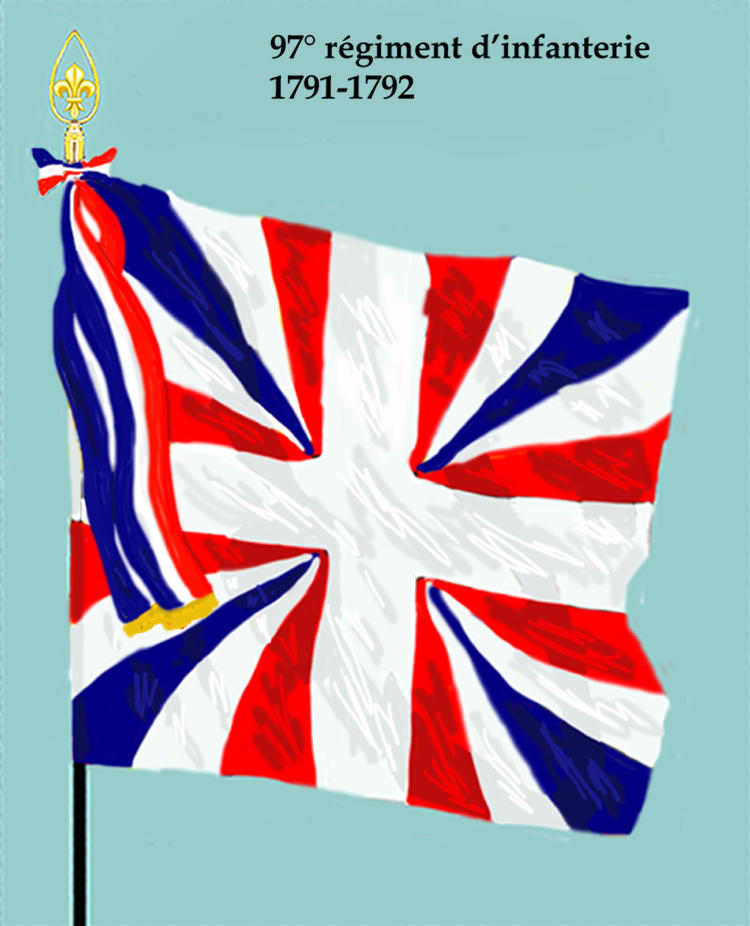
Drapeau du 97e régiment d'infanterie de ligne de 1791 à 1793

- An VI :
  - Armée de Rhin-et-Moselle
- 1798 :
  - Armée d'Orient (campagne d'Égypte)

### Second Empire
Le décret du 24 octobre 1854 réorganise les régiments d'infanterie légère les corps de l'armée française. À cet effet le 22e régiment d'infanterie légère prend le numéro 97 et devient le 97e régiment d'infanterie de ligne.
- Par décret du 2 mai 1859 le 97e régiment d'infanterie fourni 1 compagnie pour former le 102e régiment d'infanterie de ligne.

- 1862 - 1867 : Expédition du Mexique.

### 1870-1914
- Guerre franco-prussienne de 1870
  - 23 septembre : Affaire de Peltre

Le 27 mars 1871, des éléments du régiment rentrant de captivité sont amalgamés avec d'autres éléments de diverses unités pour former le 1er régiment d'infanterie provisoire.

### Première Guerre mondiale

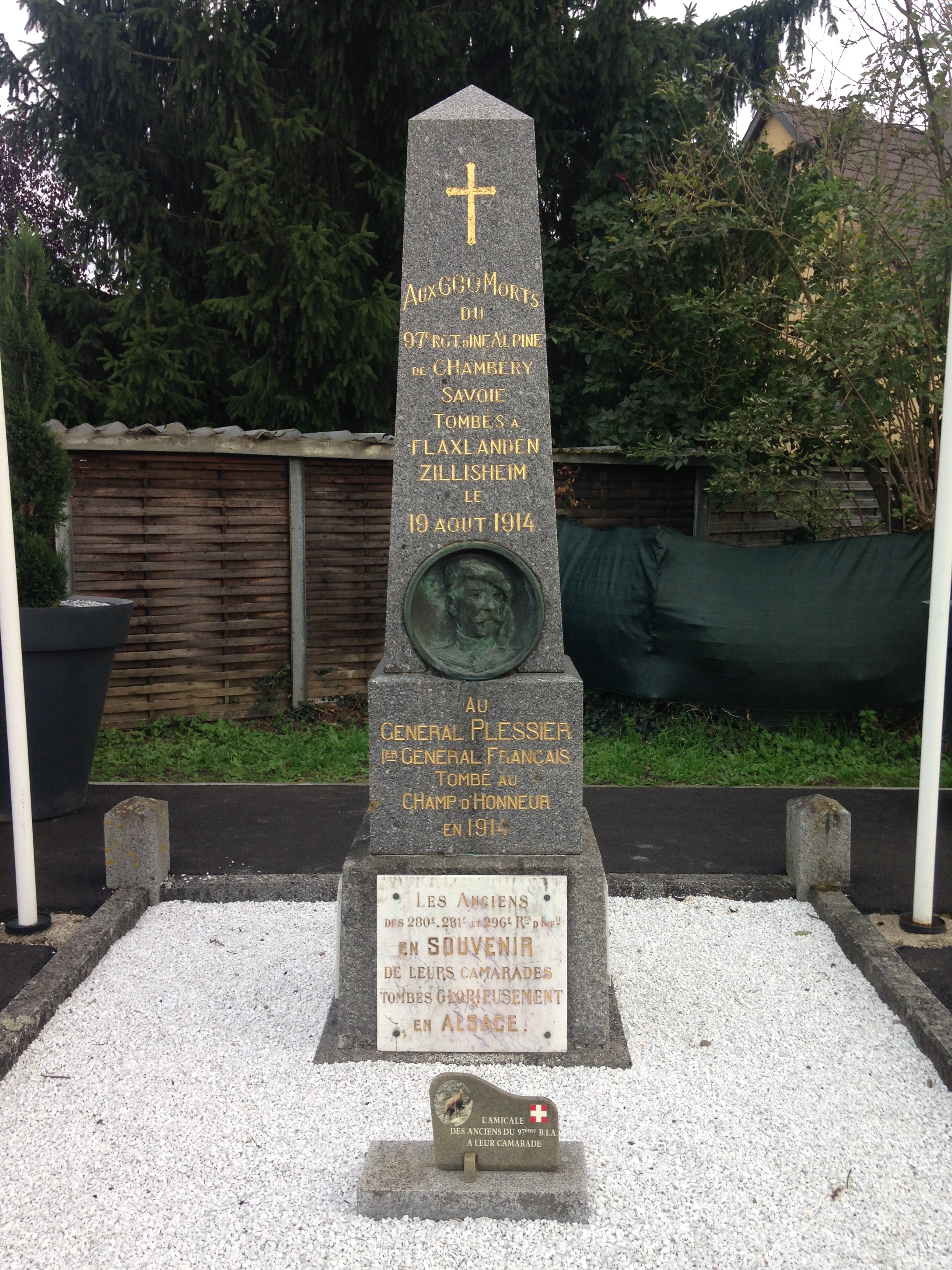
Monument à la mémoire des soldats du d'infanterie alpine et du général Plessier à Zillisheim.

En 1914 : casernement Chambéry, Modane, Moûtiers, Bourg-Saint-Maurice, à la 44e DI d'aoùt 1914 à septembre 1914, puis à la 77e DI jusqu'en novembre 1918, 14e Corps d'armée.

#### 1914
- Combats à Flaxlanden le 18 août. Front de l'Alsace.
- Bataille de la Chipotte dès le 26 août. Front des Vosges.

#### 1915
- Mars : le dépôt du 97e RI forme deux compagnies du 414e régiment d'infanterie.

- 9 mai 1915 : Engagement dans la deuxième bataille d’Artois jusqu’au 27 mai

Lucien Rebatet évoque, dans son roman Les épis mûrs, l'offensive d'Artois par le 97e RI
- 2 juin : secteur vers le Cabaret Rouge et la route de Carency à Souchez (attaque sur le cimetière de Souchez lors de la deuxième bataille d’Artois)
- 25 septembre : engagement dans la troisième bataille d’Artois et organisation du terrain conquis au sud du bois de Givenchy.

#### 1916
Le régiment participe à la bataille de Verdun (son drapeau n'en fait toutefois pas mention).
Extrait d'un article de Daniel Légat paru dans Le Dauphiné le 18 mai 2014 :
« Au début du mois de mars, le 30e régiment d’infanterie d’Annecy et le 97e RI de Chambéry se rapprochent de l'enfer.

Il faut reprendre les positions perdues. Les deux régiments d'infanterie savoyards ne sont pas loin l'un de l'autre.
Pilonnés par l'artillerie adverse, apeurés par le flot continu des obus, concentrés sur leurs tâches, les fantassins
vivent le même cauchemar et chacun nourrit le fol espoir de sortir vivant de l’enfer de Verdun.
Le 16 mars, le 97e RIA est en première ligne. La 77e division d'infanterie, auquel il appartient, découvre son nouveau
théâtre d'opérations : le secteur de Vaux-devant-Damloup.
Du 16 au 20 mars, la bataille fait rage et les pertes sont à la hauteur de l'âpreté des combats : 176 tués, 537 blessés
et 78 disparus. La liste est longue. Le 97e fait front : « Nous avons déjà éprouvé autant de pertes mais nous n'avons
jamais eu à subir un bombardement si long et si intense. Le secteur commence à s'améliorer. Les Boches n'ont pas pu

avancer depuis que nous sommes là  »
— Ernest Paccard, originaire de Manigod, sergent au 97e RIA

### Entre-deux-guerres

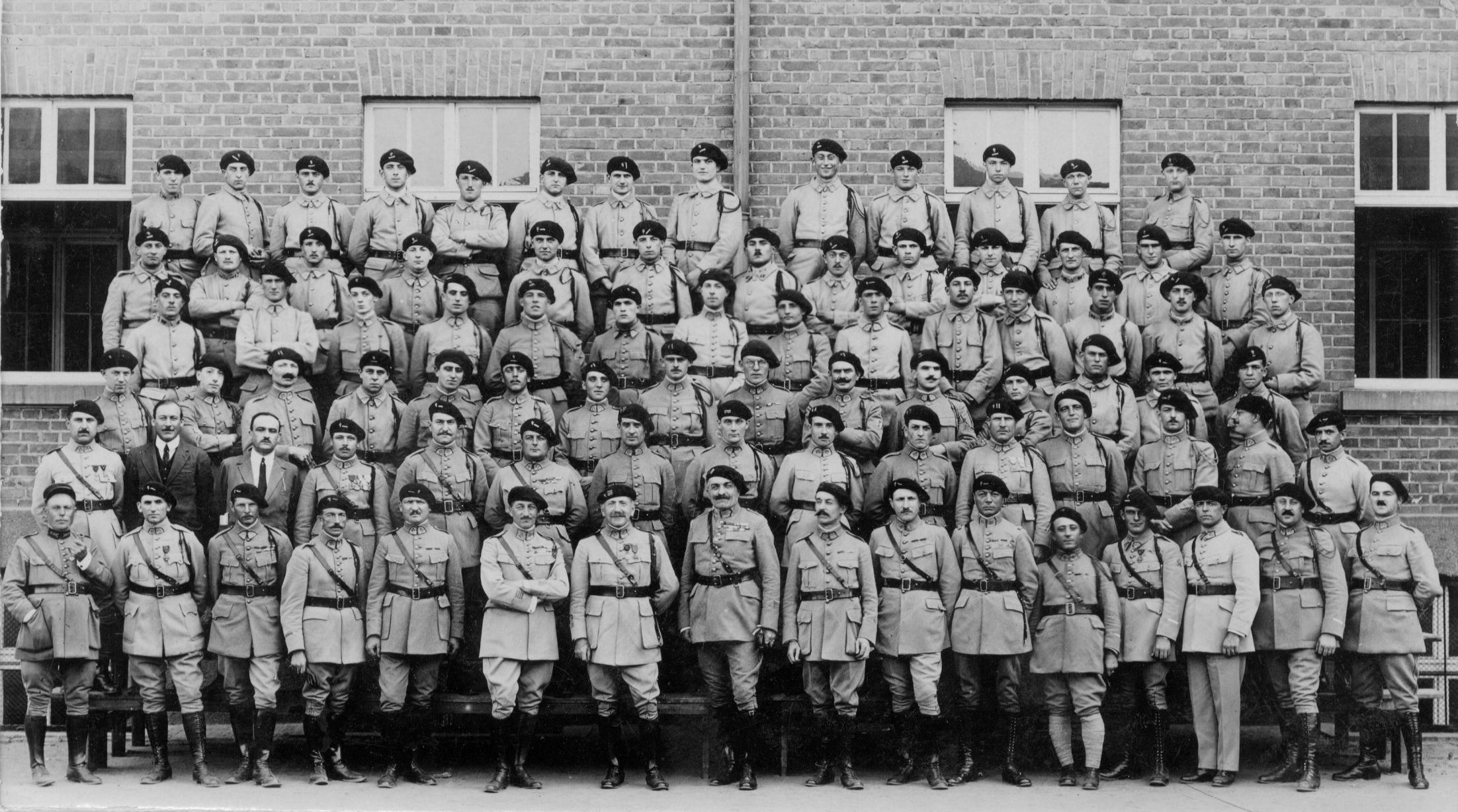
Photo de groupe du à Ludwigshafen en 1925.

### Seconde Guerre mondiale
Formé le 6 septembre 1939 sous le nom de 97e Régiment d'Infanterie Alpine sous les ordres du Lieutenant-Colonel Jacquin, il appartient à la 28e D.I.Alp. Région Militaire, Centre Mobilisateur d'infanterie; il est mis sur pied par le CMI 147.
Le 97e de Chambéry ou le 159e de Briançon deviennent des régiments d’infanterie alpine (RIA). Les bataillons de chasseurs alpins (BCA) effectuent le plus souvent des manœuvres estivales en haute altitude avant de regagner leurs vallées pour l’hiver, tandis que les RIA défendent des positions plus statiques[pas clair][Quand ?].

## Inscriptions portées sur le drapeau du régiment
Il porte, cousues en lettres d'or dans ses plis, les inscriptions suivantes :
- Rivoli 1797
- Gênes 1800
- Lützen 1813
- Sébastopol 1854-1855
- La Mortagne 1914
- Artois 1915
- Tardenois 1918
- Roulers 1918

## Décorations
Sa cravate est décorée de la croix de guerre 1914-1918  avec trois citations à l'ordre de l'armée.
Il porte la fourragère aux couleurs du ruban de la croix de guerre 1914-1918.

## Sources et bibliographie
- À partir du Recueil d'Historiques de l'Infanterie Française (Général Andolenko - Eurimprim 1969)
- Précis historique des opérations militaires en Orient de mars 1864 à septembre 1858 (Chef d'escadron d'état-major A. du Casse -E. Dentu Paris 1856)
- Capitaines Mazis, Rollet et Bigourdat : Historique du 97e régiment d'infanterie (et du 22e régiment d'infanterie légère)
- Journal des marches et des opérations du 97e régiment d'infanterie 26N 672/9